# Pont de Nyons
Die Pont de Nyons ist eine mittelalterliche Steinbogenbrücke über den Fluss Eygues in Nyons in der Region Auvergne-Rhône-Alpes im Süden Frankreichs. Sie wurde 1409 fertiggestellt und besitzt eine für die damalige Zeit außergewöhnliche Bogenspannweite von 40,53 Metern.

## Konstruktion (Mitte 14. bis Anfang 15. Jahrhundert)
Die Brücke entstand zu einer Zeit, als die kleine Siedlung Nyons begann, sich erheblich auszudehnen. Neben dem hoch gelegenen, auf felsigem Grund errichteten mittelalterlichen Stadtkern wurden zwei neue Viertel angelegt: die Siedlung rund um den heutigen place des Arcades und die Vorstadt weiter östlich. Der Bauplatz für die Brücke wurde ganz am Ende dieser neuen Vorstadt gewählt, wo sich das Tal der schwer passierbaren Eygues verengt. Angeblich soll sie, wie auch andere berühmte Brücken in Südfrankreich, von den Brückenbrüdern geplant worden sein.
Die Finanzierung wurde durch eine Erntesteuer (5 %) und zugleich durch Spenden und Hinterlassenschaften gesichert. Bischöfe aus Vaison-la-Romaine, Valence und Die sammelten die Spenden ein und gewährten den Unterstützern Ablässe.
Lokalhistorikern aus Nyons zufolge begann die Konstruktion 1341, aber für ein halbes Jahrhundert gingen die Arbeiten so gut wie nicht voran, sodass nur die Widerlager auf beiden Seiten des Flusses errichtet wurden. Im März 1398 wurde ein Vertrag mit Guillaume de Pays  und mit Steinbrucharbeitern und Zimmermännern aus Romans-sur-Isère abgeschlossen, die sich dazu verpflichteten, für eine Summe von 1200 Goldgulden die Brücke „gut und ordentlich“ (bien et convenablement) mit einem einzigen Bogen zwischen den beiden schon existierenden „Pfeilern“ zu errichten. Die Stadt Nyons verpflichtete sich ihrerseits, für die Verpflegung und Unterkunft der Arbeiter zu sorgen und das zum Bau benötigte Material bereitzustellen. Im Jahr 1400 sprach sie den Handwerkern aus Romans ihr erneutes Vertrauen aus.
Die Brücke wurde noch vor 1405 fertiggestellt und im Jahr 1409 prunkvoll durch den Bischof von Vaison eingeweiht. Bis ins 19. Jahrhundert hinein befand sich ein Mautturm auf der Brückenmitte.

## Technische Details
- der halbrunde, in der Mitte etwas abgeflachte Bogen hat eine Spannweite von 40,53 m und eine Höhe von 19 m, der Scheitelstein ist etwa 1 m stark
- der dickschichtige Mauerbogen besteht aus regelmäßig angeordneten Kalksteinblöcken
- äußere Gesamtbreite: 3,95 m (2 Canes, im damals üblichen Maßsystem), Breite der Straße: 3,25 m
- das Fundament wird durch zwei dreiecksförmige Felsvorsprünge verstärkt
- Am linken Flussufer oberhalb des Fundaments führte ein Gang durch die Brücke, der es ermöglichte, vom unteren Weg (chemin de Mirabel) auf die Oberseite zu gelangen. In einer alten Redewendung heißt es: A Nyons, pour passer sur le pont, il faut d’abord passer en dessous („Um über die Brücke in Nyons zu kommen muß man zuerst unten hindurchgehen“)
- das Gefälle auf beiden Brückenenden ist so stark (mehr als 10 %), dass die Überfahrt mit Pferdekarren lange Zeit verboten war

## Veränderungen im 19. Jahrhundert
Die Brücke blieb vier Jahrhunderte lang so gut wie unverändert. Eine große Gefahr stellten Schäden durch Hochwasser der Eygues dar, die durch Reparaturarbeiten jedoch immer wieder ausgebessert werden konnten. Gegen 1850 wurde der quadratische Turm in der Mitte abgerissen. Einige Jahre später wurde die Brücke für Fahrzeuge zugänglich gemacht, die diese jedoch nur einspurig befahren konnten. Bis zum Bau der Pont de l’Europe im Jahr 1970 weiter flussabwärts war die Pont de Nyons die einzige Brücke, mit der man in der Gemeinde Nyons die Eygues überqueren konnte.

## Die romanische Brücke heute
Die nur noch wenig befahrene Brücke gehört heute aufgrund ihres Alters sowie ihrer kühnen und ästhetischen Bauweise zu den wichtigsten historischen Bauwerken Nyons. Seit dem 8. Oktober 1925 ist sie als Monument historique denkmalgeschützt. Im Jahr 2009 feierte die Bevölkerung von Nyons den 600. Jahrestag der Brücke.